# Nestor Carbonell

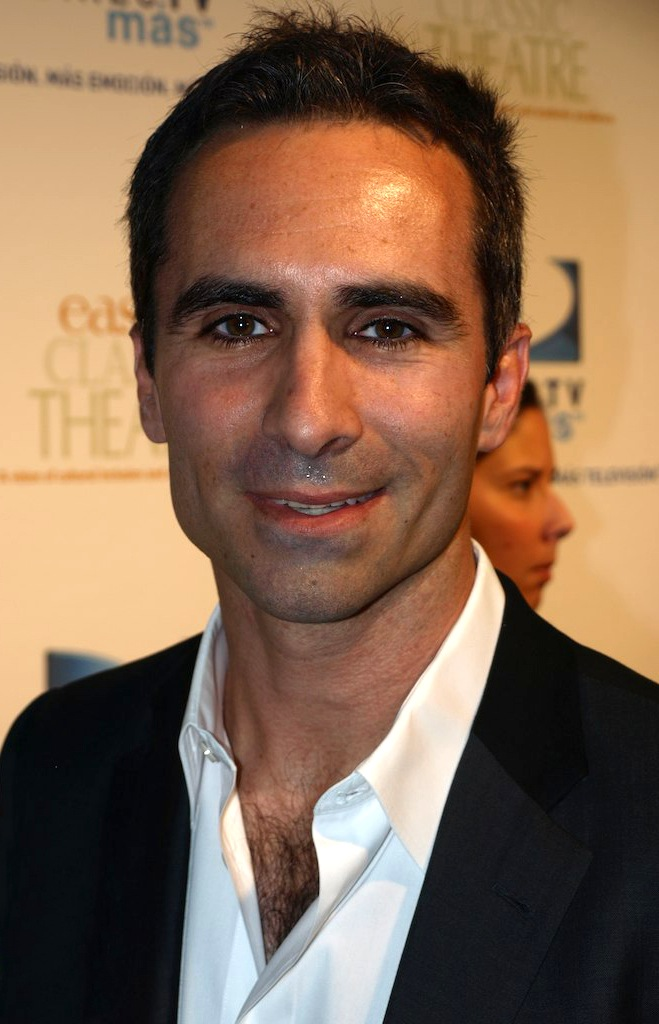
Nestor Carbonell (2009)

Néstor Gastón Carbonell (ur. 1 grudnia 1967 w Nowym Jorku) – amerykański aktor, scenarzysta, reżyser i producent filmowy, dwukrotny laureat nagrody ALMA.

## Życiorys

### Wczesne lata
Urodził się w Nowym Jorku w rodzinie rzymskokatolickiej Kubańczyków – Rosy Ramírez de Arellano Cárdenas i Néstora T. Carbonella Cortiny. Jego rodzina często podróżowała i właściwie pierwszym jego językiem, jakim się posługiwał – był hiszpański. Studiował na Harvard University i po raz pierwszy wystąpił jako student pierwszego roku w wielu studenckich produkcjach scenicznych, m.in.: Skrajności (Extremities), House Games, Burza i Widok z mostu (A View from the Bridge) Arthura Millera.

### Kariera
Po ukończeniu studiów rozpoczął karierę aktorską. W 1990 zagrał na scenie Apple Corps Theatre w sztuce Cichy grzmot (A Silent Thunder) jako Joe Santana. Wystąpił także w The Doctor Is Out w Old Globe Theatre w San Diego. Na szklanym ekranie zadebiutował jako Alberto Cordova w operze mydlanej CBS As the World Turns (1989), a potem pojawił się jako Stuart Carradine w jednym z odcinków serialu NBC Prawo i porządek (Law & Order, 1991). Obsadzany był często w rolach Latynosów czy Europejczyków. Po gościnnym występie w operze mydlanej Melrose Place (1992), zanim wystąpił w roli przystojnego żigolo Gianniego w sitcomie The WB Muscle (1995). W tym samym roku w jednym teatrze w Los Angeles zagrał w spektaklu Miłość i szczęścia (Love & Happiness). Wkrótce otrzymał rolę Luisa Rivery, chłodnego uczuciowo fotografa w sitcomie NBC A teraz Susan (Suddenly Susan, 1996–2000) z Brooke Shields. W latach 2013–2017 występował w serialu grozy Bates Motel jako szeryf Alex Romeo.

## Życie prywatne
3 stycznia 2000 poślubił australijską aktorkę Shannon Kenny, z którą ma dwóch synów: Rafaela (ur. 2002) i Marco (ur. 2005).

## Filmografia

### Filmy fabularne
- 2000: Attention Shoppers jako Enrique Suarez
- 2000: Noriega – Wybraniec Boży (Noriega: God’s Favorite, TV) jako Major Giroldi
- 2001: Jack the Dog jako Jack the Dog
- 2001: Wieczny blask gwiazd (These Old Broads, TV) jako Gavin
- 2002: Projekt Laramie (The Laramie Project) jako Moisés Kaufman
- 2003: Manhood jako Jack
- 2005: Hawana – miasto utracone (The Lost City) jako Luis Fellove
- 2006: As w rękawie (Smokin’ Aces) jako Pasquale „The Plague” Acosta
- 2008: Mroczny Rycerz (The Dark Knight) jako burmistrz major Anthony Garcia
- 2008: Killer Movie jako Seaton Brookstone
- 2010: Arka Nowego: Nowy Początek (Noah’s Ark: The New Beginning) jako Leeu (głos)
- 2012: Cristiada jako Major Picazo
- 2012: Mroczny Rycerz powstaje (The Dark Knight Rises) jako Major Anthony Garcia
- 2013: Dead Drop jako Santiago

### Seriale TV
- 1989: As the World Turns jako Alberto Cordova
- 1991: Prawo i porządek (Law & Order) jako Stuart Carradine
- 1992: Melrose Place jako Alex
- 1992: Inny świat (A Different World) jako Malik Velasquez
- 1993: Reasonable Doubts jako Tomasso Lopez
- 1994: Dobre rady (Good Advice) jako Marco
- 1995: Muscle jako Gianni
- 1996: Brotherly Love jako Eduardo
- 1996: The John Larroquette Show jako Felicio
- 1996–2000: A teraz Susan (Suddenly Susan) jako Luis Rivera
- 1998: Sekrety Weroniki (Veronica’s Closet) jako Tony
- 1998: Brawo, bis! (Encore! Encore!) jako Marly Morrow
- 2000: Resurrection Blvd. jako Peter Terrano
- 2000: I żyli długo i szczęśliwie (Happily Ever After) jako Sir Gooey (głos)
- 2001–2003: The Tick jako Batmanuel
- 2002: Static Shock jako Garcia
- 2002: Ally McBeal jako Miles Josephson
- 2002–2007: Kim Kolwiek (Kim Possible) jako Señor Senior Jr. (głos)
- 2003: Babski oddział (The Division) jako Byron Johnson
- 2004: Hoży doktorzy (Scrubs) jako dr Ramirez
- 2004: Detektyw Monk (Monk) jako Dalton Pardon
- 2004–2006: Strong Medicine jako Jonas Ray
- 2005: Liga Sprawiedliwych bez granic (Justice League) jako El Diablo (głos)
- 2005: Dr House jako Jeffrey Reilich
- 2006: Ten sam dzień jako Eddie Reyes
- 2006: Dowody zbrodni (Cold Case) jako Mike Valens
- 2006: Commander in Chief jako dr Kyle Brock
- 2006: Brenda i pan Whiskers (Brandy & Mr. Whiskers) jako Tito
- 2007: Amerykański smok Jake Long (American Dragon: Jake Long) jako Kupidyn
- 2007: Rodzina Duque (Cane) jako Frank Duque
- 2007: Sędziowie z Queens (Queens Supreme) jako Benedetto
- 2007: Andy Barker, P.I jako dr Cey
- 2006–2009: Zagubieni (Lost) jako Richard Alpert
- 2010–2012: Pingwiny z Madagaskaru (The Penguins of Madagascar) jako Savio (głos)
- 2010: Świry (Psych) jako Declan Rand
- 2011–2012: Ringer jako Victor Machado
- 2011–2014: Wilfred jako Arturo Ramos
- 2013–2017: Bates Motel jako szeryf Alex Romero
- 2014: Impersonalni (Person of Interest) jako Matthew Reed
- 2014: Żona idealna (The Good Wife) jako Daniel Irwin
- 2014–2015: State of Affairs jako Ray Navarro
- 2015: Jake i piraci z Nibylandii jako Orle-Oko (głos)
- 2015: Ray Donovan jako Sheldon Blackwood
- 2017–2020: Elena z Avaloru (Elena of Avalor) jako Król Raul (głos)
- 2018: Midnight, Texas jako Kai Lucero
- 2019: Wielka szóstka (Big Hero 6: The Series) jako szef Cruz (głos)
- 2019–: The Morning Show jako Yanko Flores
- 2020: Kacze opowieści (DuckTales) jako Ponce de Leon (głos)